# 9865 Akiraohta
9865 Akiraohta è un asteroide della fascia principale. Scoperto nel 1991, presenta un'orbita caratterizzata da un semiasse maggiore pari a 2,2049104 UA e da un'eccentricità di 0,2157841, inclinata di 3,79130° rispetto all'eclittica.